# 최재성 (강북구의원)
최재성(崔在成, 1979년 10월 19일~)은 대한민국의 사회복지사, 정치인이다.

## 학력
- 한국방송통신대학교 법학과 학사 졸업
- 국민대학교 법무대학원 법학 석사 수료

## 경력
- 더불어민주당 서울시당 정치문화혁신 특별위원회 위원장
- 더불어민주당 강북구 갑 지역위원회 사무차장
- 2017 문재인 대통령 후보 조직특보
- 2018 박원순 서울시장 후보 조직특보
- 서울특별시 청년자문관
- 2018. 7.~ 2019. 2. 서울특별시 강북구의회 의원
- 2018. 7.~2019. 2. 서울특별시 강북구의회 행정보건위원회 부위원장
- 2018. 7.~2019. 2. 서울특별시 강북구의회 운영위원회 위원
- 2019. 2. 26. 더불어민주당 제명

## 논란
17세 많은 동장을 폭행하여 물의를 빚은 무소속 최재성 의원이 사직서를 제출하면서 궐위되었다. 사직 안건은 2019년 2월 28일에 통과되었으나, 강북구 선관위가 3월 5일 이후에 궐원 통보를 하기로 하여 2019년 보궐선거에서의 선거 실시가 불발되고 2020년으로 넘어오게 되었다. 최재성 전 강북구의원은 본래 더불어민주당 소속이였으나, 사직안이 통과되기 이틀 전인 2월 26일 더불어민주당에서 제명되어, 무소속 신분으로 사직하였다.

## 역대 선거 결과
| 실시년도 | 선거      | 대수 | 직책   | 선거구               | 정당         | 득표수   | 득표율          | 순위 | 당락 | 비고           |
| -------- | --------- | ---- | ------ | -------------------- | ------------ | -------- | --------------- | ---- | ---- | -------------- |
| 2018년   | 지방 선거 | 8대  | 구의원 | 서울 강북구 나선거구 | 더불어민주당 | 13,061표 | \| \| 37.07% \| | 1위  |      | 초선, 민선 7기 |
|          | 37.07%    |      |        |                      |              |          |                 |      |      |                |